# Jesus Loves You
Jesus Loves You war eine britische Band, die 1989 von dem Sänger Boy George gegründet wurde. Die Musik der Band ist eine Mischung aus elektronischer Tanzmusik, klassischer indischer Musik und westlicher Popmusik. Ihre Texte handeln von Liebe, Spiritualität und der Gleichheit aller Menschen.

## Geschichte
Nachdem Boy George die Band Culture Club verlassen hatte, versuchte er eine Solokarriere zu starten. Dies gelang ihm auch relativ erfolgreich mit den Singles seines Debütalbums Sold im Jahre 1987.
Für die nächsten beiden Alben wollte Boy George eine neue Richtung einschlagen, indem er sich an elektronischer Tanzmusik versuchte. Doch die Singles der beiden Alben hatten nicht den gewünschten kommerziellen Erfolg, wurden dafür aber öfter in Diskotheken aufgelegt. Um wieder zu kommerziellem Erfolg zu gelangen, gründete Boy George zusammen mit anderen Musikern die Band „Jesus Loves You“. Weil er glaubte, dass dieses Projekt erfolgreicher sein würde, wenn niemand wüsste, dass er der Kopf der Band ist, nahm Boy George von nun an das Pseudonym „Angela Dust“ an.
In After the Love, dem ersten Lied von Jesus Loves You, das als Single veröffentlicht wurde, verarbeitete Boy George seine Trennung von seinem Ex-Freund Jon Moss. Ironischerweise hatte er das Lied zusammen mit Moss geschrieben. Die ersten drei Singles von Jesus Loves You konnten nur mäßigen Erfolg im Vereinigten Königreich verbuchen.
Auf einer Reise durch Indien lernte Boy George die Hare-Krishna-Bewegung kennen. Er war tief beeindruckt von der Hare-Krishna-Philosophie und schrieb daraufhin das Lied Bow Down Mister. Dies war ein entscheidender Wendepunkt für die Band, da es ihr erstes religiöses Lied war. Bow Down Mister wurde 1991 als Single veröffentlicht und wurde nicht nur ein Hit im Vereinigten Königreich, sondern auch in Frankreich, der Schweiz, Deutschland und vor allem in Österreich, wo es die Single bis auf Platz 2 der Charts schaffte. Auch die nächsten Singles waren in Österreich besser platziert als in jedem anderen Land.
Wegen des großen Erfolges wurde noch im selben Jahr das Debütalbum von Jesus Loves You veröffentlicht, das sich The Martyr Mantras nannte. Boy George fühlte sich inzwischen immer mehr zu Hare Krishna hingezogen. Laut eigener Aussage hat ihm die Religion geholfen seine Heroinsucht zu überwinden.
Ende 1991 wurde jeweils ein Remix von Generations of Love und After the Love als Single veröffentlicht. Jesus Loves You gab im Juli 1992 Konzerte in St. Petersburg, Riga, Kiew und als Höhepunkt der Tournee ein Konzert im Moskauer Olympiastadion Luschniki vor rund 35.000 Zuschauern während eines Hare-Krishna-Festivals.
Im Dezember 1992 war die Veröffentlichung des zweiten Albums Popularity Breeds Contempt geplant. Als kleiner Vorgeschmack wurde die Single Sweet Toxic Love (mit Am I Losing Control als B-Seite) schon vorab veröffentlicht. Da aber die Plattenfirma Virgin so enttäuscht von den Chartplatzierungen der Single war, wurde das Album doch nicht veröffentlicht. Das restliche Material, das für Popularity Breeds Contempt aufgenommen wurde, wurde bis heute nicht veröffentlicht. Kurze Zeit später löste sich Jesus Loves You auf.

## Diskografie

### Alben
| Jahr | Titel                           | Höchstplatzierung, Gesamtwochen, AuszeichnungChartplatzierungen (Jahr, Titel, Platzierungen, Wochen, Auszeichnungen, Anmerkungen) | Höchstplatzierung, Gesamtwochen, AuszeichnungChartplatzierungen (Jahr, Titel, Platzierungen, Wochen, Auszeichnungen, Anmerkungen) | Höchstplatzierung, Gesamtwochen, AuszeichnungChartplatzierungen (Jahr, Titel, Platzierungen, Wochen, Auszeichnungen, Anmerkungen) | Höchstplatzierung, Gesamtwochen, AuszeichnungChartplatzierungen (Jahr, Titel, Platzierungen, Wochen, Auszeichnungen, Anmerkungen) | Anmerkungen                                              |
| Jahr | Titel                           | DE | AT | CH | UK | Anmerkungen                                              |
| ---- | ------------------------------- | --- | --- | --- | --- | -------------------------------------------------------- |
| 1991 | The Martyr Mantras              | DE44 (10 Wo.)DE | AT13 (12 Wo.)AT | — | UK60 (1 Wo.)UK |                                                          |
| 1993 | At Worst … The Best Of          | — | — | — | UK24 (5 Wo.)UK | Kompilation Boy George, Jesus Loves You und Culture Club |
| 1994 | The Devil in Sister George (EP) | — | — | — | UK26 (2 Wo.)UK | Boy George, Jesus Loves You und Culture Club             |

### Singles
| Jahr | Titel Album                             | Höchstplatzierung, Gesamtwochen, AuszeichnungChartplatzierungen (Jahr, Titel, Album, Platzierungen, Wochen, Auszeichnungen, Anmerkungen) | Höchstplatzierung, Gesamtwochen, AuszeichnungChartplatzierungen (Jahr, Titel, Album, Platzierungen, Wochen, Auszeichnungen, Anmerkungen) | Höchstplatzierung, Gesamtwochen, AuszeichnungChartplatzierungen (Jahr, Titel, Album, Platzierungen, Wochen, Auszeichnungen, Anmerkungen) | Höchstplatzierung, Gesamtwochen, AuszeichnungChartplatzierungen (Jahr, Titel, Album, Platzierungen, Wochen, Auszeichnungen, Anmerkungen) | Anmerkungen |
| Jahr | Titel Album                             | DE | AT | CH | UK | Anmerkungen |
| ---- | --------------------------------------- | --- | --- | --- | --- | ----------- |
| 1989 | After the Love The Martyr Mantras       | — | — | — | UK68 (1 Wo.)UK |             |
| 1990 | Generations of Love The Martyr Mantras  | — | AT30 (1 Wo.)AT | — | UK35 (11 Wo.)UK |             |
| 1991 | One on One The Martyr Mantras           | — | — | — | UK83 (2 Wo.)UK |             |
| 1991 | Bow Down Mister The Martyr Mantras      | DE6 (27 Wo.)DE | AT2 (22 Wo.)AT | CH15 (13 Wo.)CH | UK27 (8 Wo.)UK |             |
| 1992 | Sweet Toxic Love At Worst … The Best Of | DE51 (12 Wo.)DE | AT14 (7 Wo.)AT | — | UK65 (1 Wo.)UK |             |

Weitere Singles
- 1992: Am I Losing Control
- 2005: Love Your Brother (Promo)

Anmerkung: Die Singles wurden anfangs nur in Europa und ab 1991 auch in Australien veröffentlicht. In den USA wurde keine Single veröffentlicht, dort erschien das Album The Martyr Mantras unter dem Namen Boy George und nicht als Jesus Loves You.